# Mayfair
Pour les articles homonymes, voir Mayfair (homonymie).
Mayfair est un quartier situé dans le West End de Londres dans la Cité de Westminster.

## Situation et accès

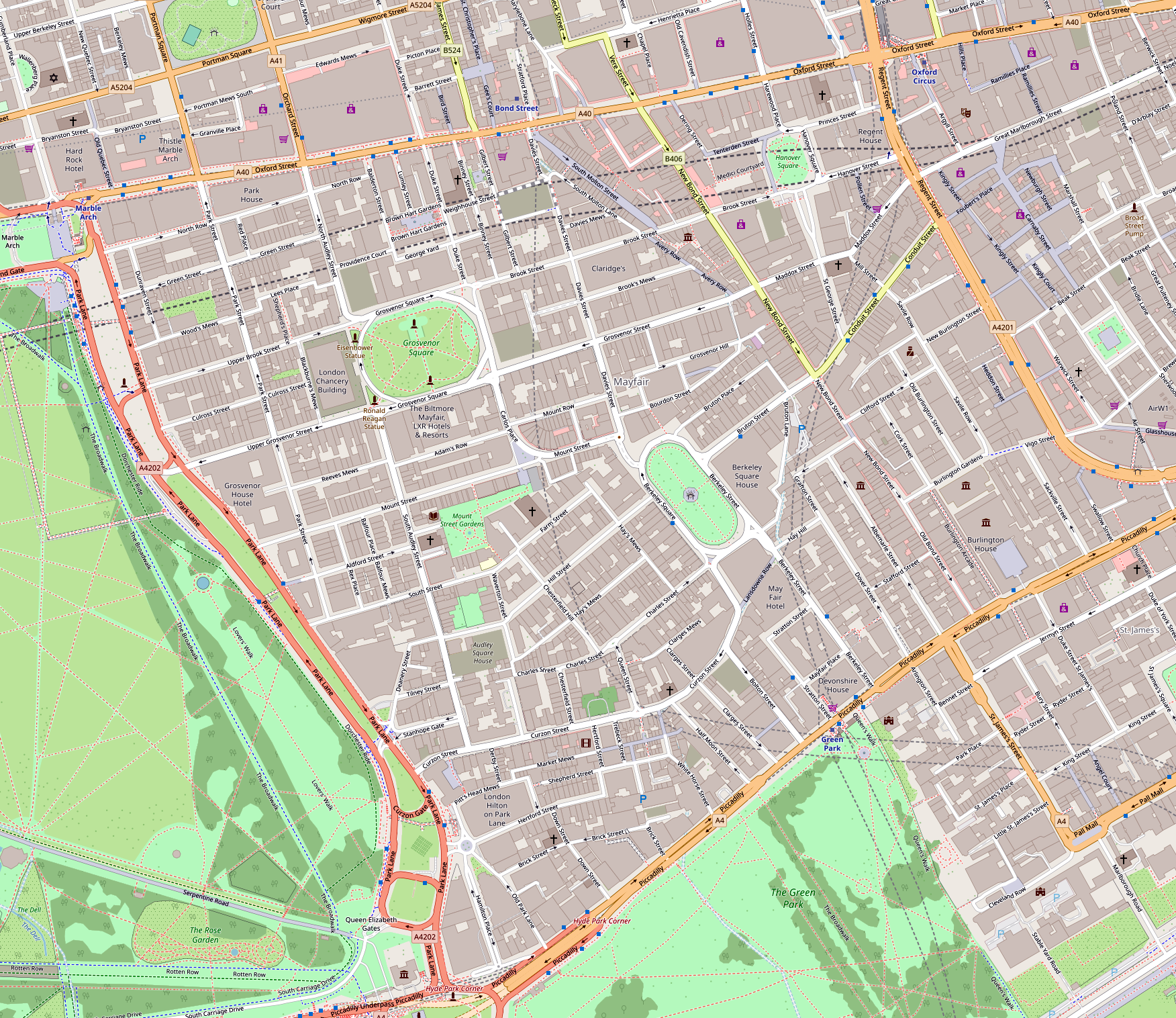
Carte de Mayfair.

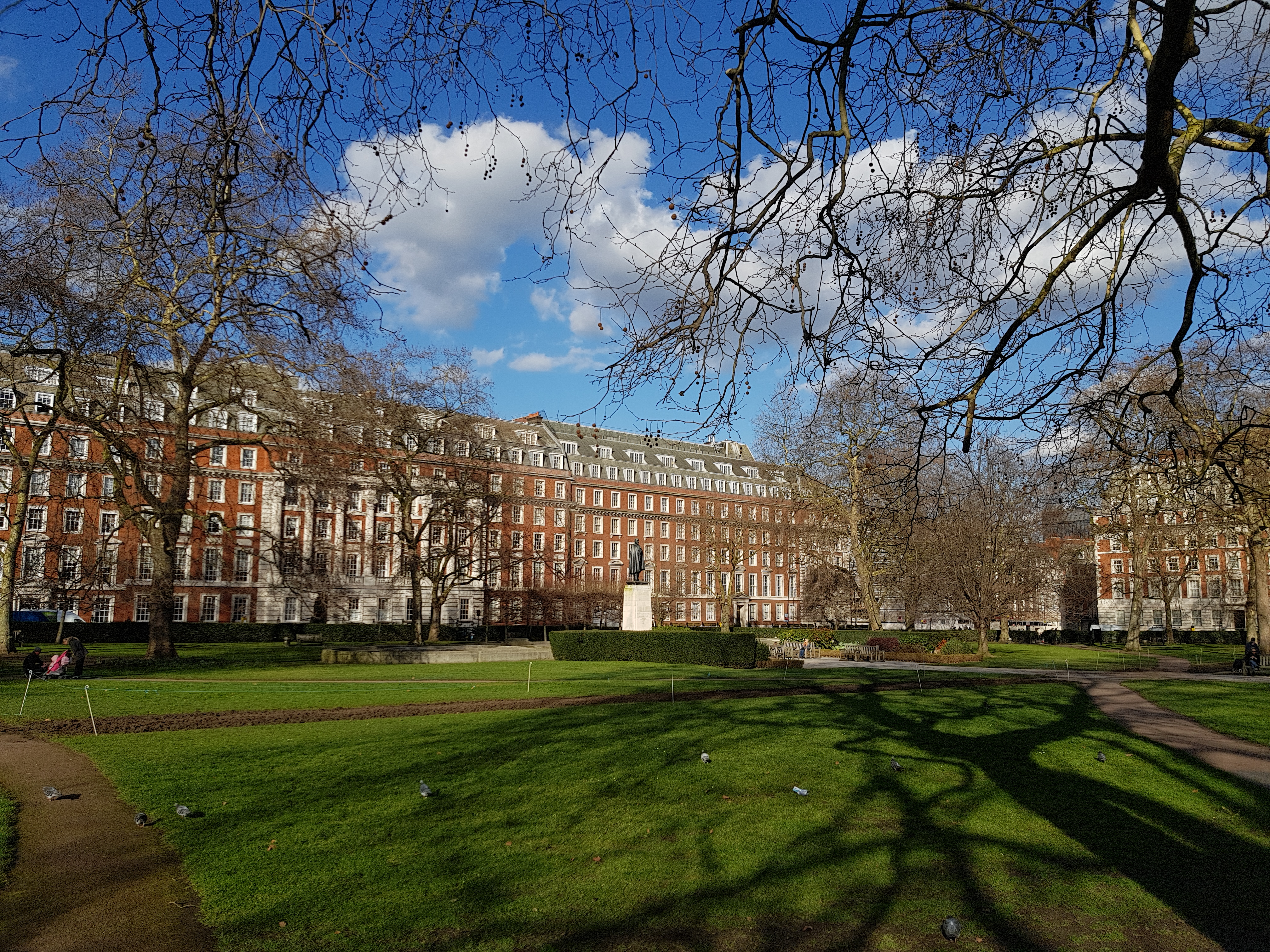
Grosvenor Square, côté nord.

Le quartier, qui s'étend sur 114 ha, est délimité au nord par Oxford Street, à l'ouest par Park Lane, au sud par Piccadilly et à l'est par Regent Street.
Il est mitoyen de deux parcs londoniens : Hyde Park et Green Park.
Mayfair compte trois grandes places : Grosvenor Square, Hanover Square et Berkeley Square, la principale étant Grosvenor Square et la plus ancienne Hanover Square (1717).
Le quartier ne compte aucune station de métro. Il est cependant desservi sur sa périphérie par la ligne  Central aux stations Oxford Circus, Bond Street et Marble Arch, au nord, et par la ligne  Piccadilly aux stations Piccadilly Circus, Green Park et Hyde Park Corner, au sud.

## Origine du nom
« Mayfair » en français : « foire de mai » tire son nom d'une grande foire au bétail qui se tenait chaque année dans le quartier, au mois de mai.

## Historique

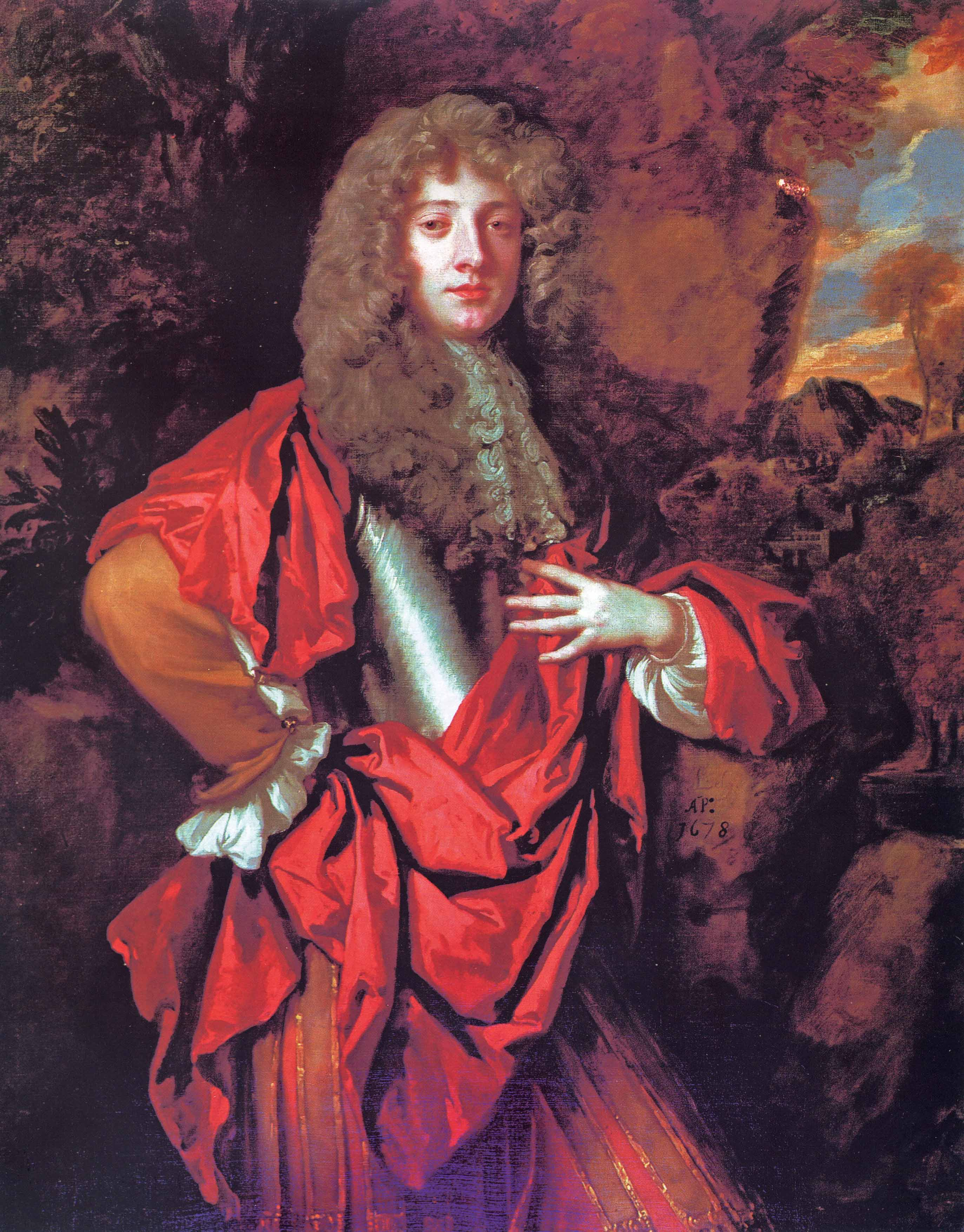
Thomas Grosvenor (1656-1700).

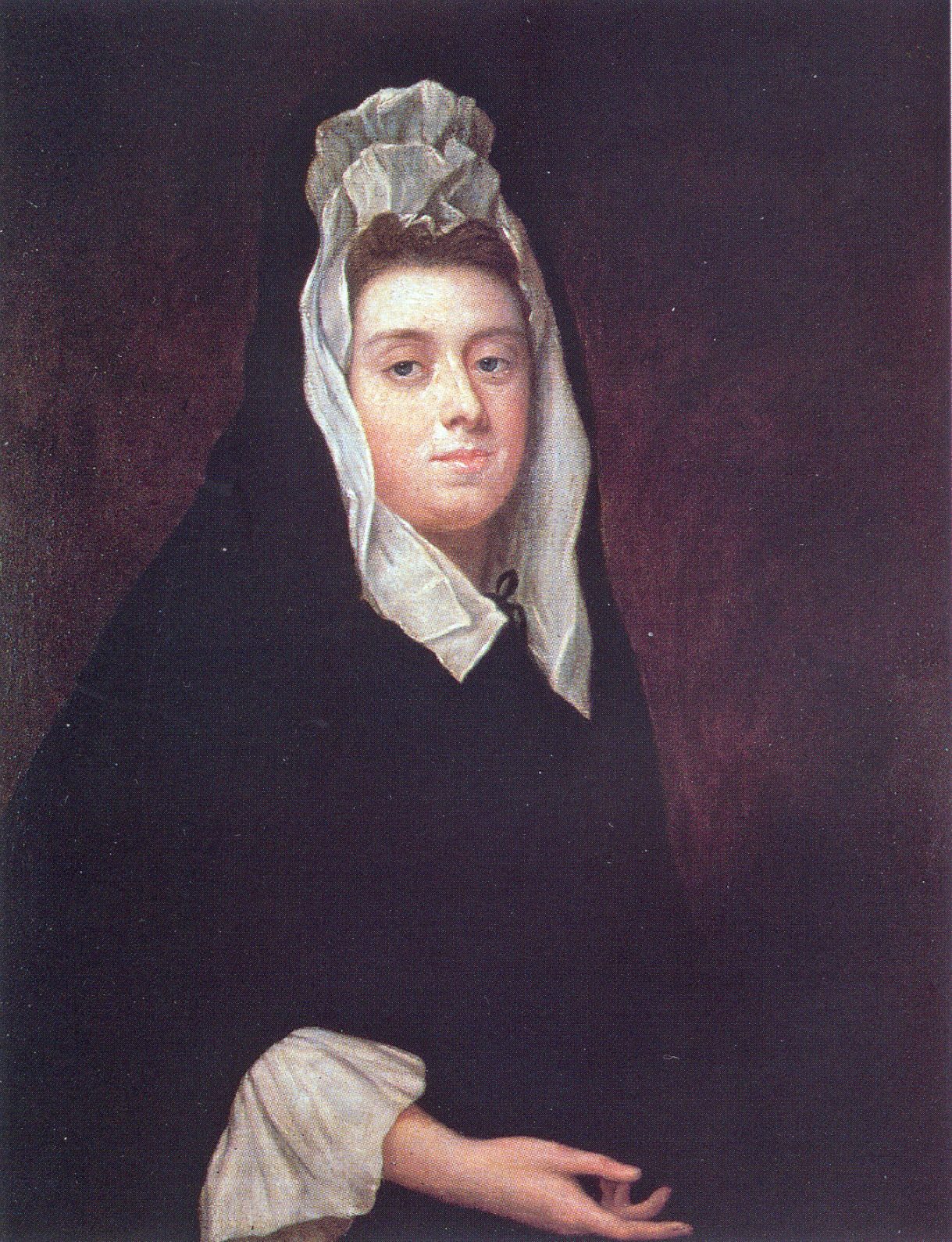
Mary Davies (1665-1730).

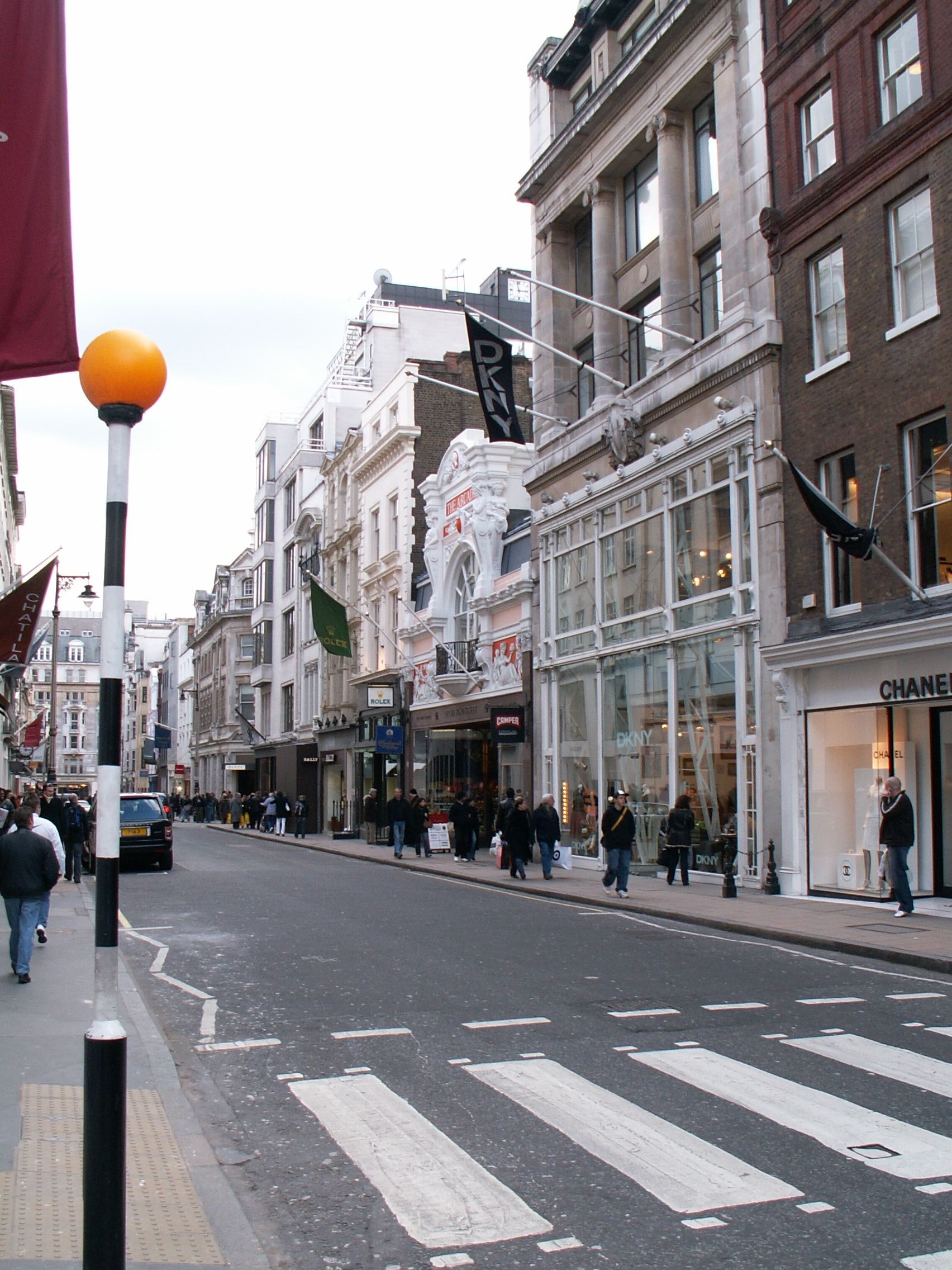
Bond Street.

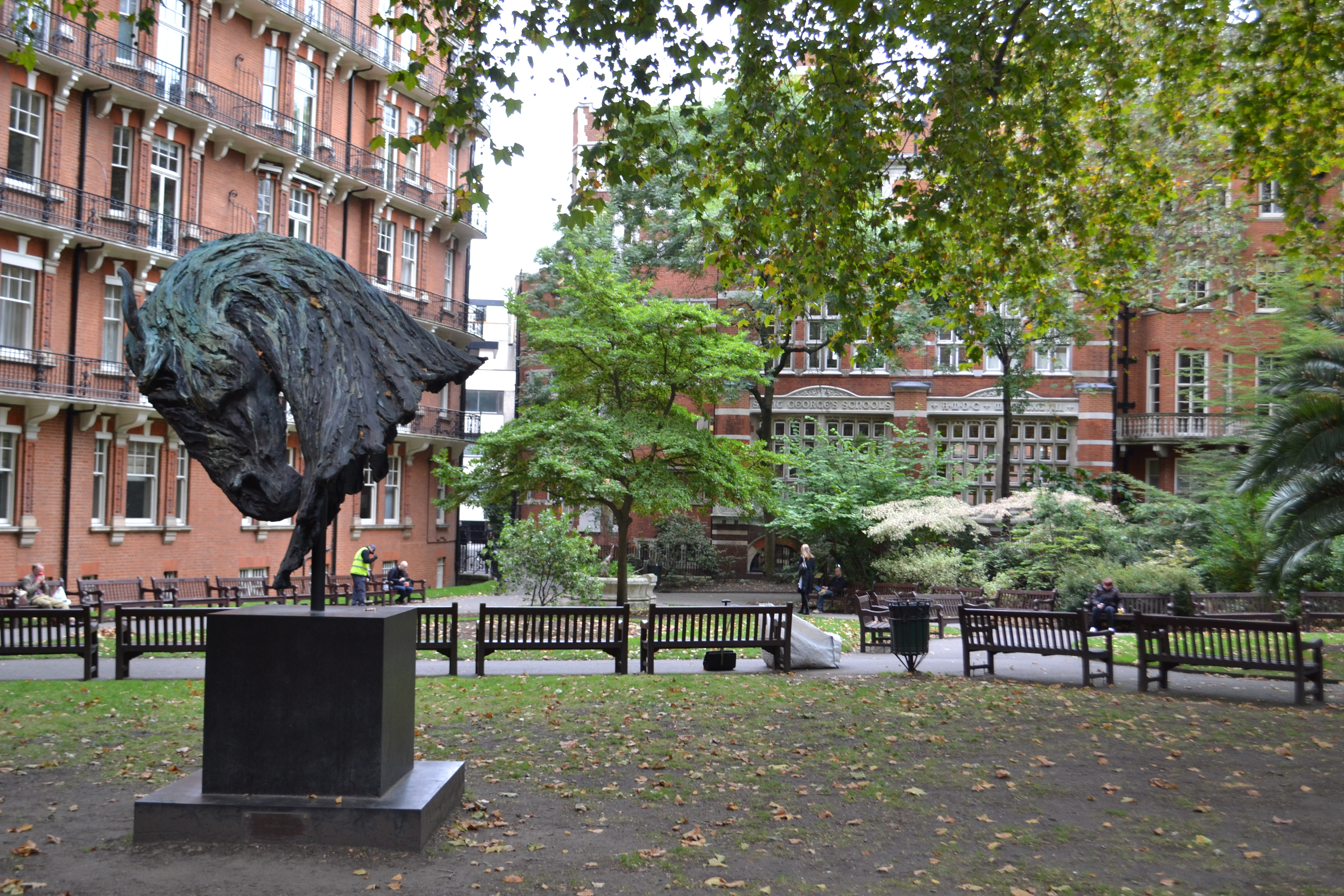
Jardins de Mount Street.

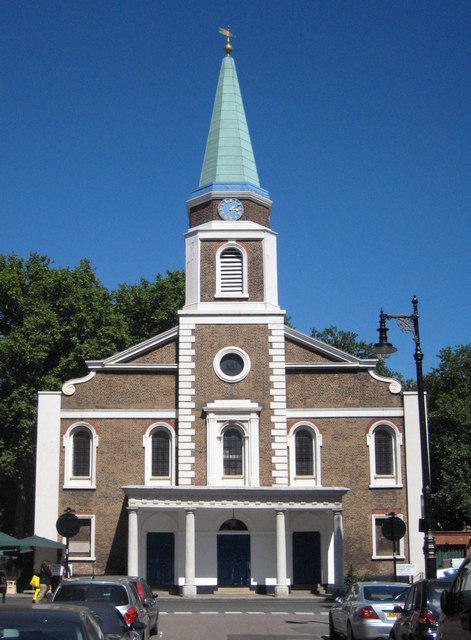
Grosvenor Chapel.

Au début du XVIIe siècle, le West End de Londres est essentiellement rural : champs, bois, villages, manoirs et chasse royale de Hyde Park en composent le paysage.
Dans les années 1686-1688, la foire de mai (May Fair, en anglais), qui se tenait jusque-là à Haymarket, dans le quartier St. James's, est victime de son succès et est déplacée du côté de Shepherd Market, dans l'actuel Mayfair. En raison des troubles qu’elle occasionne, et sous la pression des riches habitants, cette foire populaire, qui se tenait du 1er au 14 mai, est supprimée en 1764 mais elle donne son nom au quartier.
L'aménagement de Mayfair connaît une première impulsion dans les années 1660, avec la construction de Burlington House, située sur Piccadilly. Mais l'événement fondateur est le mariage du baronnet Thomas Grosvenor avec la jeune Marie Davies, âgée de 12 ans, en 1677. Grâce à ce mariage, la famille Grosvenor fait l’acquisition de 200 hectares, dont 40 hectares situés au sud d’Oxford Street et à l'est de Park Lane. Ce sont ces terrains, occupant le quart nord-ouest de Mayfair, qui sont peu à peu aménagés dans les années 1725-1731 par Richard Grosvenor, fils du précédent, et dont la construction est achevée dans les années 1770. Grosvenor Square en constitue le centre.
Ce nouveau quartier séduit immédiatement les membres de l'aristocratie. Ainsi compte-t-on parmi les 51 premiers résidents payants de Grosvenor Place, entre 1727 et 1741, 16 pairs d'Angleterre, dont deux ducs et neuf comtes, six enfants de pairs, quatre baronnets, quatre chevaliers et cinq veuves titrées. Plusieurs membres de la famille Grosvenor vivent également sur place.
En 1850, le quartier compte 36 000 habitants. De grands immeubles de style victorien sont édifiés et, à la fin du XIXe siècle, des rues comme Mount Street prennent leur visage actuel.
Mais, après la Première Guerre mondiale, l'aristocratie cède la place. Les familles de la haute société sont peu à peu remplacées par des ambassades et des sièges sociaux d’entreprises. Plusieurs demeures historiques sont démolies : Aldford House en 1929, Chesterfield House en 1937.

## Aujourd'hui
De nos jours, Mayfair est un quartier prestigieux et recherché, accueillant notamment des ambassades (comme celles de l'Italie et de l'Argentine) autour de Grosvenor Square, ainsi que des boutiques de luxe très prisées sur les artères commerçantes d'Oxford Street, de Piccadilly et de la très chic Bond Street.
Comme l'atteste le Monopoly anglais, qui en fait sa propriété la plus chère, Mayfair est l'un des quartiers les plus onéreux de Londres. Les loyers qui y sont pratiqués sont en effet parmi les plus élevés de la ville, et peut-être du monde. Cela n’est pas sans conséquences sur le marché immobilier local. En 2016, des ressortissants du Qatar possèdent dans le quartier des biens immobiliers évalués à 1,21 milliard d’euros. Bon nombre de maisons et d’appartements sont loués par des ressortissants étrangers, souvent du Moyen-Orient, qui ne les occupent réellement que quelques semaines dans l’année. La vie du quartier s’en ressent, les mois les plus animés étant les mois d’été. Un commerçant de Mount Street, par exemple, rue-phare du quartier, peut difficilement prendre ses vacances en juillet ou en août. En dehors de cette période estivale, les rues de Mayfair sont souvent vides d’habitants.

## Bâtiments remarquables et lieux de mémoire

### Ambassades
- Ambassade d’Arabie Saoudite, 30, Charles Street.
- Ambassade d’Argentine, 65, Brook Street.
- Haut-commissariat des Bahamas, 10, Chesterfield Street.
- Ambassade de Birmanie, 19a, Charles Street.
- Ambassade du Costa-Rica, 23, Woodstock Street.
- Ambassade d’Égypte, 26, South Street.
- Ambassade d’Italie, 27-28, Three Kings’ Yard.
- Ambassade du Japon, 101-104, Piccadilly.
- Ambassade du Mexique, 16, St George Street.
- Ambassade de Monaco, 7, Upper Grosvenor Street.
- Ambassade du Panama, 40, Hertford Street.
- Ambassade du Qatar, 1, South Audley Street.

### Grands hôtels
Mayfair connaît la plus grande concentration d'hôtels de luxe de la capitale. Les plus réputés sont, par ordre d'ancienneté :
- le Brown's Hotel, le plus ancien hôtel de Londres, ouvert en 1837[8], comptant 115 chambres, dont 33 suites ;
- le Connaught, ouvert en 1897, comptant 121 chambres ;
- le Claridge's, ouvert en 1898, comptant 203 chambres dont 11 suites ;
- le Ritz, ouvert en 1906, comptant 133 chambres ;
- le Grosvenor House Hotel, ouvert en 1929, comptant 494 chambres ;
- le Dorchester, ouvert en 1931, comptant 250 chambres et 49 suites.

### Lieux de culte
- Église anglicane de St George's Hanover Square, construite en 1721-1724, à proximité d’Hanover Square.
- Église catholique de l'Immaculée-Conception, fondée en 1849, Farm Street, à laquelle on peut également accéder depuis les Mount Street Gardens.
- Grosvenor Chapel, construite en 1730-1731, se trouve au n° 24 de South Audley Street.
- Mayfair Chapel, démolie en 1899, se trouvait sur Curzon Street.
- Cathédrale catholique ukrainienne de Londres ou Cathédrale catholique de la Sainte Famille en exil, dans Duke Street ; bâtiment de 1891.

### Musées et galeries
Le quartier accueille différentes institutions culturelles :
- l'Académie royale des arts (Royal Academy of Arts), fondée en 1768, dont le siège se trouve sur Piccadilly, dans Burlington House ;
- le musée Händel et Hendrix, ouvert en 2001, consacré à la vie et à l'œuvre des musiciens Georg Friedrich Händel (1685-1759) et Jimi Hendrix (1942-1970), qui vécurent, respectivement, aux nos 25 et 23 de Brook Street, où se trouve le musée ;
- le musée Faraday, musée scientifique hébergé par la Royal Institution, situé au 21 Albemarle Street ;
- la société de vente aux enchères d'œuvres d'art Sotheby's, sise dans New Bond Street.

## Personnalités liées au quartier

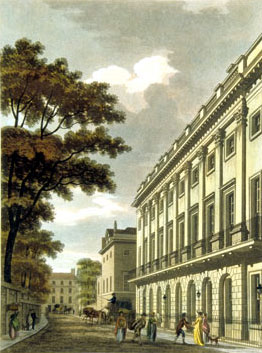
Uxbridge House, autrefois Queensberry House.

- La famille Grosvenor (famille du duc de Westminster et 1re fortune aristocratique du Royaume-uni) possède à travers le groupe immobilier Grosvenor une grande partie des immeubles de Mayfair[9].
- La reine Élisabeth II est née à Mayfair dans la résidence londonienne de ses grands-parents maternels au 17 Bruton Street le 21 avril 1926[10].

## Dans la littérature
- Edward Frederic Benson, The Freaks of Mayfair, (publié en français sous le titre Snobs), 1916.
- Paul Morand (Londres, 1933) : « Mayfair est moins un quartier qu’une manière d’être, une façon d’envisager la vie, de savoir tenir son parapluie à la main toute l’année, de ne pas reconnaître quelqu’un qui ne vous a été présenté que cinq ou six fois, de garder son chapeau melon jusqu’en juillet, après le match d’Eton contre Harrow, d’avoir l’accent d’Oxford et de ne pas terminer ses phrases. »